# Aleksiej Pleszczejew
Aleksiej Pleszczejew (ros. Алексей Николаевич Плещеев, ur. 22 listopada?/4 grudnia 1825 w Kostromie, zm. 26 września?/8 października 1893 w Paryżu) – rosyjski poeta, tłumacz, krytyk literacki i teatralny.
Dzieciństwo spędził w Niżnym Nowgorodzie. Do trzynastego roku życia uczył się w domu. Na życzenie matki wyjechał do Sankt Petersburga i został elewem szkoły podchorążych.
W roku 1843 pod pozorem słabego zdrowia opuścił szkołę podchorążych i rozpoczął studia uniwersyteckie. Poznał wielu przedstawicieli kultury rosyjskiej. W roku 1845 pod wpływem idei socjalistycznych przyłączył się do Koła Pietraszewskiego. Ze względów materialnych w roku 1845 przerwał studia uniwersyteckie. W latach 1848–1849 członkowie koła spotykali się w jego mieszkaniu.
Pierwszy tom wierszy, który ukazał się w roku 1846 przyniósł mu sławę wśród postępowej młodzieży. Obok poezji pisał też utwory prozą.
Jako członek Koła Pietraszewskiego został w roku 1849 uwięziony, przewieziony do Twierdzy Pietropawłowskiej w Petersburgu, skazany na śmierć, po zainscenizowanej egzekucji ułaskawiony, zesłany i wcielony do wojska w Orenburgu, gdzie pozostał przez prawie dziesięć lat.
Zimą 1850 poznał Zygmunta Sierakowskiego. W roku 1853 uczestniczył w działaniach wojennych w Turkiestanie. W maju 1856 został awansowany do stopnia chorążego. Uzyskał zgodę na przejście do cywila. W roku 1857 poślubił E. Rudniewą, w roku 1858 wyjechał z nią na trzy miesiące do Petersburga. W roku 1858 ukazał się drugi tom jego wierszy. W roku 1859 zamieszkał w Moskwie. W roku 1864 rozpoczął pracę rewizora moskiewskiego urzędu pocztowego. W roku 1868 na zaproszenie Nikołaja Niekrasowa przeniósł się do Petersburga i objął stanowisko sekretarza redakcji „Otieczestwiennyje Zapiski”. W latach osiemdziesiątych XIX wieku zajął się tłumaczeniem wierszy na język rosyjski. Napisał też kilka utworów teatralnych. Do słów jego wierszy kompozytorzy rosyjscy stworzyli ponad sto pieśni-romansów. W latach dziewięćdziesiątych dzięki otrzymanemu spadkowi mógł wyjechać do Paryża i zamieszkać w hotelu „Mirabeau”. Pozostał we Francji do końca życia.
Po śmierci został pochowany na cmentarzu Nowodziewiczym w Moskwie.